# Oedostethus insolentus
Oedostethus insolentus là một loài bọ cánh cứng trong họ Elateridae. Loài này được Dolin & Bessolitsyna miêu tả khoa học năm 1990.